# 이범호
이범호(李杋浩, 1981년 11월 25일 ~ )는 전 KBO 리그 KIA 타이거즈의 내야수이자, 현 KBO 리그 KIA 타이거즈의 감독이다. 명성에 비해 타율이 나오고, 선구안과 홈런 파워로 커버했고 특히 득점권 타율이 매우 높은 선수로 알려졌다. 역대 KBO 포스트시즌 준플레이오프에서 가장 많은 홈런(7개)을 기록했으며, 꽃범호라는 별명외에 '만루의 사나이'라는 별명이 붙을만큼 역대 리그 최다 만루 홈런(17개)과 통산 최다 만루 홈런(19개)을 기록하고 은퇴했다. 2004년 23홈런을 시작으로 2007년까지 4년 연속 20홈런 이상을 기록할 정도로 장타력과 리그 최정상급 수비를 갖춘 3루수였다. KIA 타이거즈 이적 후에도 2015년 ~ 2018년까지 다시 한번 4년 연속 20홈런을 쳐 낼 정도로 꾸준함을 보여줬다. 하지만 요즈음 기아 팬들이 이범호의 인스타그램 계정이 생긴다면 테러를 한다고 난리이다.

## 선수 시절

### 아마추어 시절
대구수창초등학교 4학년 때 야구를 시작했다. 당시 포지션은 유격수였고 팀 내 2루수는 박기혁이었다. 이후 경운중학교를 거쳐 대구고등학교에 입학했다. 당시 대구고등학교 야구부는 경북고 야구부와 대구상고 야구부에 비해 상대적으로 낮은 전력을 가진 팀이었다. 고등학교 시절 대구고등학교의 전국 대회 성적은 주목할 만한 것이 없었고, 1997년 제 19회 대붕기 전국고교야구대회에서 한 번 우승한 것이 전부였다. 대구고등학교 3학년 시절 대구고등학교의 성적은 2무 13패 로, 프로야구 팀의 스카우트들은 낮은 전력의 대구고등학교 야구부 선수들을 거의 주목하지 않았다. 2000년 신인 드래프트 당시 대구·경북 지역의 최대어는 경북고 투수 배영수였다. 배영수는 삼성 라이온즈의 1차 지명을 받았고, 대구·경북 지역의 다른 선수들은 2차 지명으로 넘겨졌다.

### 한국 프로야구시절

#### 한화 이글스시절

##### 2000년
2000년 한국프로야구 신인 드래프트에서 2차 1라운드 지명을 받았다. 당시 팀의 스카우트였던 정영기는 그의 단단한 하체를 보고 지명을 고집했다. 예상 외의 높은 순위로 지명을 받았지만 계약금은 2차 1순위 지명 선수 치고는 적은 금액인 1억 1,000만원이었다.

##### 2001년~2003년
2001년까지는 주로 대수비 또는 대타로 출전했고, 2002년부터 타격에 눈을 떠 두 자릿수 홈런을 기록했다. 김태균과 더불어 팀의 차세대 거포로 주목을 받기 시작했다.

##### 2004년~2006년
그에게 최고의 해였다. 유격수로 기록한 3할 타율, 23홈런은 이종범, 장종훈에 버금가는 역대급 기록이었다. 다만 유격수 수비에는 다소 허점을 보여 3루수로 포지션을 옮겼다. 그 후 꾸준히 20홈런을 치는 타자로 성장했다.
2005년과 2006년에는 안정된 수비와 타격으로 3루수 부문 골든 글러브를 수상했다.

##### 2007년~2009년
2008년 125경기에 출장해 2할대 타율, 120안타, 19홈런을 기록했다. 시즌 후 연봉 협상에서 전년보다 57.1% 인상된 3억 3,000만원에 계약했다.
2009년 4월 30일 LG전에서 만루 홈런, 솔로 홈런, 3점 홈런 등 3홈런, 8타점을 기록했다.

### 일본 프로야구 시절

#### 후쿠오카 소프트뱅크 호크스시절
2009년 WBC에서 맹활약을 펼쳤고, 2009년 시즌 후 FA를 선언해 3년간 최대 5억엔의 조건으로 입단했으며 본인(이범호)에 앞서 김기태가 1998년 말 소프트뱅크 전신 다이에 입단 제의를 받았으나 삼성으로 트레이드되어 좌절됐다. 그러나 일본 리그 적응 실패와 3루수 마쓰다 노부히로와의 경쟁에서 밀리며 48경기에 출전해 124타수, 28안타, 4홈런, 8타점, 1도루, 2할대 타율에 그쳤다. 그 후 2군에서 44안타, 10홈런을 기록했지만 2군에 머무르다 잔류 논란 끝에 방출됐다.

### 한국 프로야구복귀

#### KIA 타이거즈시절
귀국 후 친정 팀 한화의 복귀 제의가 들어왔지만, 조건이 맞지 않아 거절했고 2011년 1월 27일 계약금 8억, 연봉 4억에 이적하였다. 그의 이적으로 인해 2011년 초 한화 이글스는 맹비난을 들어야 했다.
그러나 햄스트링 부상 등으로 인해 제대로 된 역할을 보여주지 못했으며 태업에 가까운 플레이를 하고 있다는 원성이 빗발치며 팀 몰락의 장본인이라는 비난을 받았다. 2013년 시즌 후 김상훈에 뒤를 이은 차기 주장으로 낙점돼 2014년부터 주장으로 활동했다. 2016년에 강타자의 상징이라고 불리는 3할-30홈런-세 자릿수 타점을 기록했다. 2017년 시즌에 2할대 타율, 25홈런을 쳐 내며 이적 후 6시즌 연속 두 자릿수 홈런, 3년 연속 25홈런 이상을 기록했다. 그리고 한국시리즈 5차전에서 우승에 쐐기를 박는 만루 홈런을 쳐 내며 만루의 사나이로서의 모습을 보였다. 이적 후 총 9시즌중 7시즌을 두자리 이상, 그리고 4년 연속 20홈런 이상을 기록하는 등 성공적인 커리어를 보낸 후 2019년 6월 18일에 은퇴를 선언했다.

## 야구선수 은퇴 후
은퇴 후 일본 퍼시픽 리그 후쿠오카 소프트뱅크 호크스의 지도자 연수코치로 활동했다.
2020년 11월부터 KIA 타이거즈의 2군 총괄코치로 활동했다. 
2024년 1월 29일에는 김종국이 배임 수재 혐의로 계약 해지되자, 그의 후임으로 KIA 타이거즈의 감독으로 선임되었다.
2024년 감독 부임 첫해 페넌트 레이스와 한국시리즈에서 우승하며, 통합 우승을 달성하였다.

## 등번호

### KBO
- 한화 이글스 - '7' (2000년 ~ 2009년)
- KIA 타이거즈 - '25' (2011년 ~ 2019년)

### NPB
- 후쿠오카 소프트뱅크 호크스 - '8'(2010년), '025' (2019년)

## 별명
- KBS2의 《개그콘서트》의 코너였던 <꽃보다 남자>에서 꽃미남 역할로 나온 개그맨 오지헌과 닮아서 '꽃미남', '꽃범호'라고 불렸다.[9] 이후 2007년 준플레이오프 3차전을 중계한 MBC 스포츠플러스에서 홈런을 기록한 그를 클로즈업한 화면의 주변을 꽃으로 시각 처리해 별명을 굳히는 계기가 됐다.
- 감독으로 선임되면서 여기서 유래하여 꽃동님이라는 별명을 얻었다.[10]

## 출신 학교
- 대구수창초등학교
- 대구 경운중학교
- 대구고등학교

## 수상·타이틀 경력
- 2005년 한국 프로 야구 골든 글러브상(3루수 부문)
- 2006년 한국 프로 야구 골든 글러브상(3루수 부문), 골든 포토상
- 2009년 WBC 우수 선수
- 2024년 KBO 한국시리즈 감독상

## 주요 기록
- 2003년 8월 3일 ~ 2008년 6월 4일 615경기 연속 출장 (역대 3위)
- 2009년 4월 10일 롯데전 1000경기 출장 (역대 88번째)[11]

## WBC

### 2009년
| 팀 | 1 | 2 | 3 | 4 | 5 | 6 | 7 | 8 | 9 | R | H  | E |
| 멕시코 | 0 | 2 | 0 | 0 | 0 | 0 | 0 | 0 | 0 | 2 | 9  | 1 |
| 대한민국 | 0 | 2 | 0 | 1 | 1 | 0 | 4 | 0 | X | 8 | 12 | 1 |
| 승리 투수: 정현욱 패전 투수: 올리버 페레스 홈런: 한국 – 이범호 (2회 1사, 올리버 페레스를 상대로 1점 홈런), 김태균 (4회 무사, 올리버 페레스를 상대로 1점 홈런), 고영민 (5회 2사, 올리버 페레스를 상대로 1점 홈런 |   |   |   |   |   |   |   |   |   |   |    |   |

| 팀                                                      | 1 | 2 | 3 | 4 | 5 | 6 | 7 | 8 | 9 | R | H | E |
| 일본                                                    | 0 | 0 | 0 | 0 | 1 | 0 | 0 | 0 | 0 | 1 | 7 | 1 |
| 대한민국                                                | 3 | 0 | 0 | 0 | 0 | 0 | 0 | 1 | X | 4 | 4 | 0 |
| 승리 투수: 봉중근 패전 투수: 다르빗슈 유 세이브: 임창용 |   |   |   |   |   |   |   |   |   |   |   |   |

## 통산 기록
| 연 도           | 소 속           | 나 이           | 출 장 | 타 석 | 타 수 | 득 점 | 안 타 | 2 루 타 | 3 루 타 | 홈 런 | 타 점 | 도 루 | 도 실 | 볼 넷 | 삼 진 | 타 율 | 출 루 율 | 장 타 율 | O P S | 루 타 | 병 살 타 | 몸 맞 | 희 타 | 희 플 | 고 4 |
| --------------- | --------------- | --------------- | ----- | ----- | ----- | ----- | ----- | ------- | ------- | ----- | ----- | ----- | ----- | ----- | ----- | ----- | -------- | -------- | ----- | ----- | -------- | ----- | ----- | ----- | ---- |
| 2000            | 한화            | 20              | 69    | 86    | 74    | 11    | 12    | 7       | 0       | 1     | 3     | 1     | 0     | 10    | 21    | .162  | .267     | .297     | .565  | 22    | 2        | 1     | 0     | 1     | 0    |
| 2001            | 한화            | 21              | 71    | 159   | 138   | 22    | 27    | 7       | 1       | 3     | 16    | 2     | 4     | 11    | 25    | .196  | .263     | .326     | .589  | 45    | 3        | 2     | 7     | 1     | 0    |
| 2002            | 한화            | 22              | 111   | 329   | 296   | 41    | 77    | 20      | 2       | 11    | 35    | 5     | 1     | 24    | 57    | .260  | .320     | .453     | .773  | 134   | 5        | 3     | 4     | 2     | 1    |
| 2003            | 한화            | 23              | 107   | 384   | 323   | 46    | 77    | 19      | 1       | 11    | 38    | 2     | 6     | 47    | 63    | .238  | .343     | .406     | .749  | 131   | 6        | 5     | 8     | 1     | 1    |
| 2004            | 한화            | 24              | 133   | 541   | 481   | 80    | 148   | 35      | 3       | 23    | 74    | 6     | 3     | 48    | 80    | .308  | .371     | .536     | .908  | 258   | 8        | 3     | 5     | 4     | 1    |
| 2005            | 한화            | 25              | 126   | 513   | 444   | 69    | 121   | 27      | 1       | 26    | 68    | 6     | 2     | 53    | 94    | .273  | .357     | .514     | .871  | 228   | 8        | 9     | 1     | 6     | 0    |
| 2006            | 한화            | 26              | 126   | 497   | 421   | 53    | 108   | 25      | 1       | 20    | 73    | 0     | 2     | 65    | 87    | .257  | .363     | .463     | .826  | 195   | 11       | 7     | 1     | 3     | 2    |
| 2007            | 한화            | 27              | 126   | 505   | 418   | 57    | 103   | 14      | 0       | 21    | 63    | 2     | 0     | 72    | 73    | .246  | .361     | .431     | .791  | 180   | 14       | 5     | 6     | 4     | 1    |
| 2008            | 한화            | 28              | 125   | 508   | 434   | 80    | 120   | 21      | 3       | 19    | 77    | 12    | 1     | 61    | 50    | .277  | .374     | .470     | .844  | 204   | 18       | 9     | 0     | 4     | 0    |
| 2009            | 한화            | 29              | 126   | 499   | 436   | 64    | 124   | 21      | 0       | 25    | 79    | 3     | 1     | 53    | 70    | .284  | .369     | .505     | .873  | 220   | 10       | 7     | 0     | 3     | 5    |
| 2010            | 소프트뱅크      | 30              | 48    | 139   | 124   | 11    | 28    | 4       | 0       | 4     | 8     | 1     | 0     | 11    | 33    | .226  | .294     | .355     | .649  | 44    | 2        | 1     | 3     | 0     | 0    |
| 2011            | KIA             | 31              | 101   | 405   | 318   | 63    | 96    | 21      | 0       | 17    | 77    | 2     | 0     | 75    | 56    | .302  | .440     | .528     | .968  | 168   | 8        | 7     | 0     | 5     | 3    |
| 2012            | KIA             | 32              | 42    | 171   | 140   | 13    | 41    | 7       | 0       | 2     | 19    | 1     | 0     | 27    | 23    | .293  | .404     | .386     | .789  | 54    | 3        | 1     | 0     | 3     | 2    |
| 2013            | KIA             | 33              | 122   | 516   | 436   | 56    | 108   | 17      | 0       | 24    | 73    | 0     | 2     | 62    | 79    | .248  | .350     | .452     | .802  | 197   | 18       | 9     | 4     | 5     | 3    |
| 2014            | KIA             | 34              | 105   | 406   | 350   | 47    | 94    | 23      | 0       | 19    | 82    | 2     | 2     | 41    | 89    | .269  | .360     | .497     | .857  | 174   | 9        | 11    | 0     | 4     | 1    |
| 2015            | KIA             | 35              | 138   | 514   | 437   | 60    | 118   | 25      | 0       | 28    | 79    | 3     | 4     | 57    | 91    | .270  | .372     | .519     | .891  | 227   | 16       | 16    | 0     | 4     | 1    |
| 2016            | KIA             | 36              | 138   | 560   | 484   | 93    | 150   | 23      | 0       | 33    | 108   | 1     | 1     | 60    | 57    | .310  | .391     | .562     | .953  | 272   | 15       | 9     | 0     | 7     | 7    |
| 2017            | KIA             | 37              | 115   | 447   | 382   | 57    | 104   | 14      | 0       | 25    | 89    | 0     | 0     | 52    | 81    | .272  | .365     | .505     | .870  | 193   | 9        | 7     | 0     | 6     | 3    |
| 2018            | KIA             | 38              | 101   | 380   | 332   | 41    | 93    | 7       | 0       | 20    | 69    | 1     | 0     | 42    | 59    | .280  | .366     | .482     | .848  | 160   | 12       | 4     | 0     | 2     | 4    |
| 2019            | KIA             | 39              | 19    | 31    | 26    | 1     | 6     | 1       | 0       | 1     | 5     | 0     | 0     | 3     | 3     | .231  | .290     | .385     | .675  | 10    | 1        | 0     | 0     | 2     | 0    |
| KBO 통산 : 19년 | KBO 통산 : 19년 | KBO 통산 : 19년 | 2001  | 7451  | 6370  | 954   | 1727  | 334     | 12      | 329   | 1127  | 49    | 29    | 863   | 1158  | .271  | .365     | .482     | .847  | 3072  | 176      | 115   | 36    | 67    | 35   |
| NPB 통산 : 1년  | NPB 통산 : 1년  | NPB 통산 : 1년  | 48    | 139   | 124   | 11    | 28    | 4       | 0       | 4     | 8     | 1     | 0     | 11    | 33    | .226  | .294     | .355     | .649  | 44    | 2        | 1     | 3     | 0     | 0    |

- 시즌 기록 중 굵은 글씨는 해당 시즌 최고 기록

## 같이 보기
- 박기혁
- 양동근